# Kathleen Tolan
Kathleen Tolan (* 10. August 1950 in Milwaukee, Wisconsin) ist eine US-amerikanische Schauspielerin und Drehbuchautorin.

## Leben
Tolan gab 1972 ihr Filmdebüt in einer Nebenrolle im Film The Line – Tausend Meilen bis zur Hölle. Größere Bekanntheit erlangte sie 1974 durch ihre Rolle als Filmtochter von Charles Bronson in Ein Mann sieht rot. Von 1978 bis 1979 hatte sie die wiederkehrende Rolle der Mary Ryan Fenelli in insgesamt 60 Episoden der Fernsehserie Ryan’s Hope. 1987 war sie im Film Der Mörder mit dem Rosenkranz zu sehen. Ein Jahr später schrieb sie das Drehbuch für eine Episode der Fernsehserie Die besten Jahre. Von 1991 bis 1992 schrieb sie die Drehbücher für die Fernsehserie Loving – Wege der Liebe. Insgesamt wirkte sie an 101 Episoden mit.
Sie ist Professorin und Leiterin des Dramatiker MFA-Programms an der Mason Gross School of the Arts der Rutgers University in New Brunswick, New Jersey.

## Filmografie

### Schauspieler
- 1972: The Line – Tausend Meilen bis zur Hölle (Parades)
- 1974: Ein Mann sieht rot (Death Wish)
- 1978–1979: Ryan’s Hope (Fernsehserie, 60 Episoden)
- 1987: Der Mörder mit dem Rosenkranz (The Rosary Murders)

### Drehbuch
- 1988: Die besten Jahre (Thirtysomething) (Fernsehserie, Episode 1x17)
- 1991–1992: Loving – Wege der Liebe (Loving) (Fernsehserie, 101 Episoden)